# Lijst van beschermd erfgoed in de gemeente Wiltz
In deze lijst van beschermd erfgoed in de gemeente Wiltz zijn alle geclassificeerde nationale monumenten van de Luxemburgse gemeente Wiltz opgenomen.

## Monumenten per plaats

### Knaphoscheid
| Object                   | Bouwjaar/architect | Locatie | Datum beschermd?      | Coördinaten                  | Afbeelding |
| ------------------------ | ------------------ | ------- | --------------------- | ---------------------------- | ---------- |
| Kerk van Knaphoscheid    |                    |         | 17 november 1969 (IS) | 50° 0' 43" NB, 5° 57' 45" OL |            |
| Kerkhof van Knaphoscheid |                    |         | 17 november 1969 (IS) | 50° 0' 43" NB, 5° 57' 44" OL |            |

### Niederwiltz
| Object                                                                     | Bouwjaar/architect | Locatie                                           | Datum beschermd?  | Coördinaten                  | Afbeelding |
| -------------------------------------------------------------------------- | ------------------ | ------------------------------------------------- | ----------------- | ---------------------------- | ---------- |
| Kerk van Niederwiltz                                                       |                    |                                                   | 31 juli 1968 (MN) | 49° 58' 9" NB, 5° 55' 51" OL |            |
| Windmolen met de vrije ruimte tussen het gebouw en de rue du Moulin-à-Vent |                    | gelegen op een plaats genaamd «bei der Windmühle» | 11 juni 2007 (IS) |                              |            |

### Weidingen
| Object                           | Bouwjaar/architect | Locatie | Datum beschermd?     | Coördinaten | Afbeelding |
| -------------------------------- | ------------------ | ------- | -------------------- | ----------- | ---------- |
| Kapel genaamd «Om Eisknaeppchen» |                    |         | 8 november 2010 (IS) |             |            |

### Wiltz
| Object                                | Bouwjaar/architect | Locatie      | Datum beschermd?      | Coördinaten                   | Afbeelding |
| ------------------------------------- | ------------------ | ------------ | --------------------- | ----------------------------- | ---------- |
| Het oude kruis van Justitie van Wiltz |                    | Grand-rue    | 15 februari 1937 (MN) | 49° 57' 58" NB, 5° 56' 13" OL |            |
| Het casteel Wiltz                     |                    | Grand-rue    | 1 juli 2011 (MN)      |                               |            |
| Gebouw                                |                    | Grand-Rue 10 | 8 april 1991 (IS)     |                               |            |

## Bron
- Liste des immeubles et objets classés monuments nationaux ou inscrits à l'inventaire supplémentaire